# Устюженський район
Устюженський район (рос. Устюженский район) — муніципальне утворення у Вологодській області Росії. Адміністративний центр - місто Устюжна.

## Географія
Площа району - 3,6 тис. км². Його протяжність з півночі на південь і з заходу на схід становить близько 80 км. Межує на південному заході з Новгородською, на південному сході - з Тверською областю, на заході з Чагодощенським, на сході - з Череповецьким, на півночі - з Бабаєвським і Кадуйським районами Вологодської області. Місто Устюжна розташоване приблизно в центрі району.
Устюженський район лежить в басейні Рибінського водосховища. Більшість річок належить до басейну найбільшої річки району - Мологи. Серед них Чагодоща, Кобожа, Кать. На півдні району протікає річка Звана (притока Рені) та кілька річок її басейну. Значна частина території  Лентьєвского сільського поселення на півночі району покрита болотами. Тут починається Смердиль - єдина річка району, що відноситься до басейну Суди.

## Населення
Населення - 17 127 осіб (2017 рік).